# 검은팜다람쥐
검은팜다람쥐(Funambulus obscurus)는 다람쥐과에 속해 있는 설치류의 일종이다. 스리랑카의 토착종이다.

## 분류학
과거에 인도에 서식하는 아종과 함께 검은팜다람쥐(Funambulus sublineatus)로 불렸지만, 현재는 두 종으로 분리되었다. 인도에서 서식하는 아종(이전의 F. s. sublineatus)은 이제 별도의 종 닐기리팜다람쥐(F. sublineatus)로 분류하고, 스리랑카에서 발견되는 아종(이전의 F. s. obscurus)은 현재 "검은팜다람쥐"(F. obscurus)로 분류한다.

## 특징
검은팜다람쥐는 필립스(W.W.A. Phillips)의 스리랑카 포유류 편람(Manual of the Mammals of Sri Lanka)에 잘 기술되어 있다. 인도 종보다 상당히 크고, 더 길고 두꺼운 줄무늬를 갖고 있다. 꼬리 길이 10cm를 제외하고 몸길이는 11~13cm이다. 상체는 진한 갈색부터 검은색을 띠며, 등에 흰 세 줄무늬가 있다. 하체는 누르스름하고 녹색 색조를 띤다. 끝이 검고 짧은 붓꼬리 형태의 꼬리를 갖고 있다. 털은 부드럽고 무성하며 짧다. 털이 없는 부분은 회색빛을 띤다. 검은팜다람쥐를 다른 다람쥐와 구별하는 특징은 진한 색의 털과 불규칙한 줄무늬, 새처럼 내는 소리 등이다.

## 분포
스리랑카에서만 발견되는 검은팜다람쥐는 습윤 저지대 지역부터 무성한 숲을 가진 고지대에서 서식한다. 신하라자 우림과 홀톤 평원 국립공원, 누와라엘리야와 라트나푸라 그리고 캔디 일부 지역에서 주로 발견된다.

## 생태
주행성 동물로 숲에서 주로 생활하는 종으로 숲 가장자리의 사람이 사는 곳에서 발견되기도 한다. 대나무와 방울꽃과 같은 식물이 자라는 장소를 가장 좋아한다. 대나무 숲에서 서식하는 것으로 잘 알려져 있다. 고도로 주위를 경계하는 소심한 종으로 작은 소리만 나도 울창한 숲 속으로 몸을 숨긴다. 그러나 관찰자가 조용히 하면 길들일 수 있고, 현장에서 관찰할 수도 있다.

## 먹이
새싹과 씨앗, 열매 등을 주로 먹는 초식성 동물이지만 잡식성일 가능성도 높다. 그러나 연구가 부족하여 입증할 수 없다. 불교 사원과 숲 근처 지역 음식물 쓰레기장의 쌀과 과일 등을 좋아한다.

## 의사 소통
소리만 들으면 새로 착각할 정도로 새와 같은 소리를 낸다. 고음의 떨리는 소리를 낸다. 침입자를 경계하거나 다른 다람쥐류처럼 짝짓기를 위한 소리이다. 포식자가 보이면 위험한 곳에서 벗어나 안전한 거리의 장소에 앉는다. 잘 알려진 인도팜다람쥐처럼 각각의 소리마다 꼬리를 휙 움직여 경계 소리를 낸다.